# Wagon sypialny

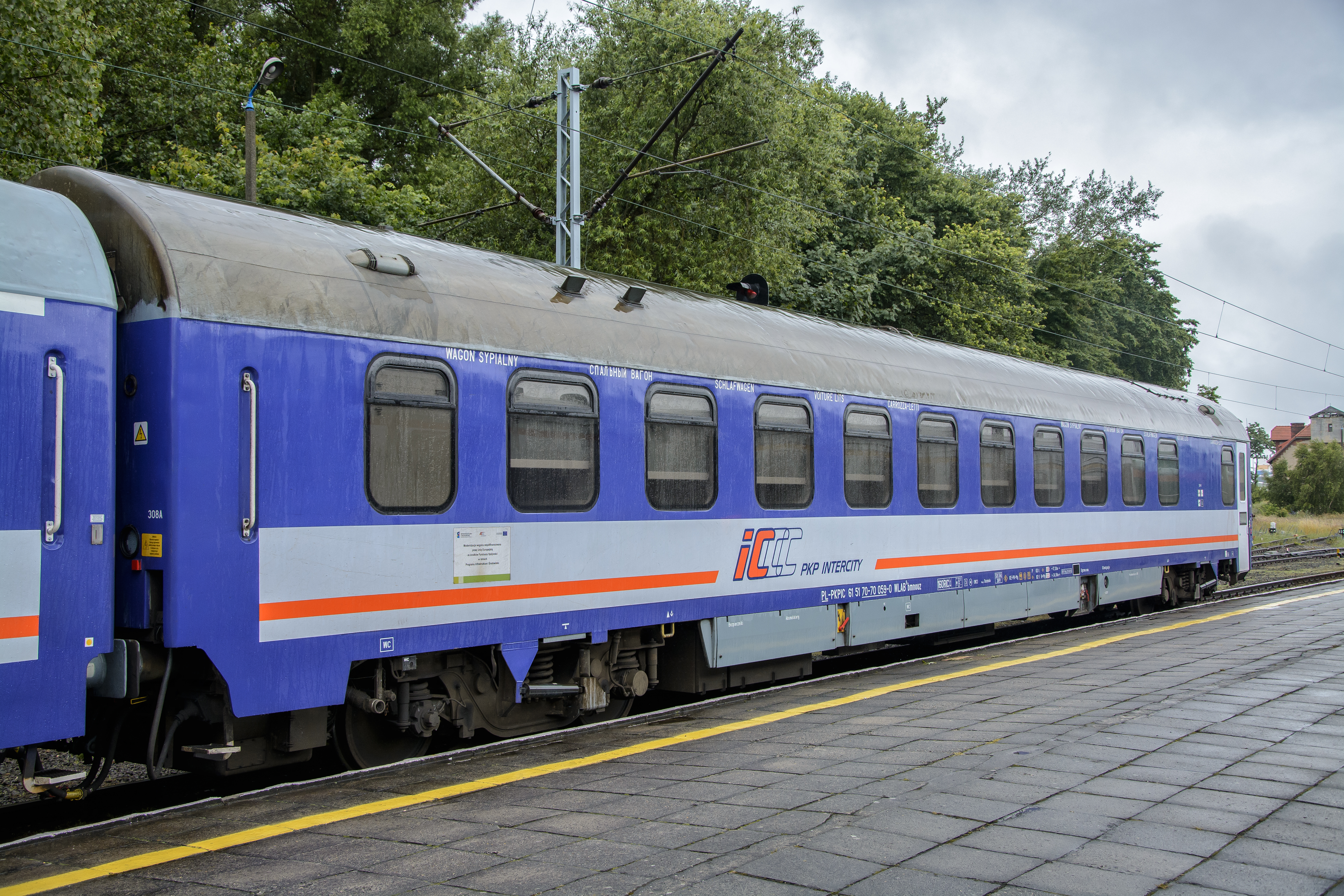
Wagon sypialny typu 308A

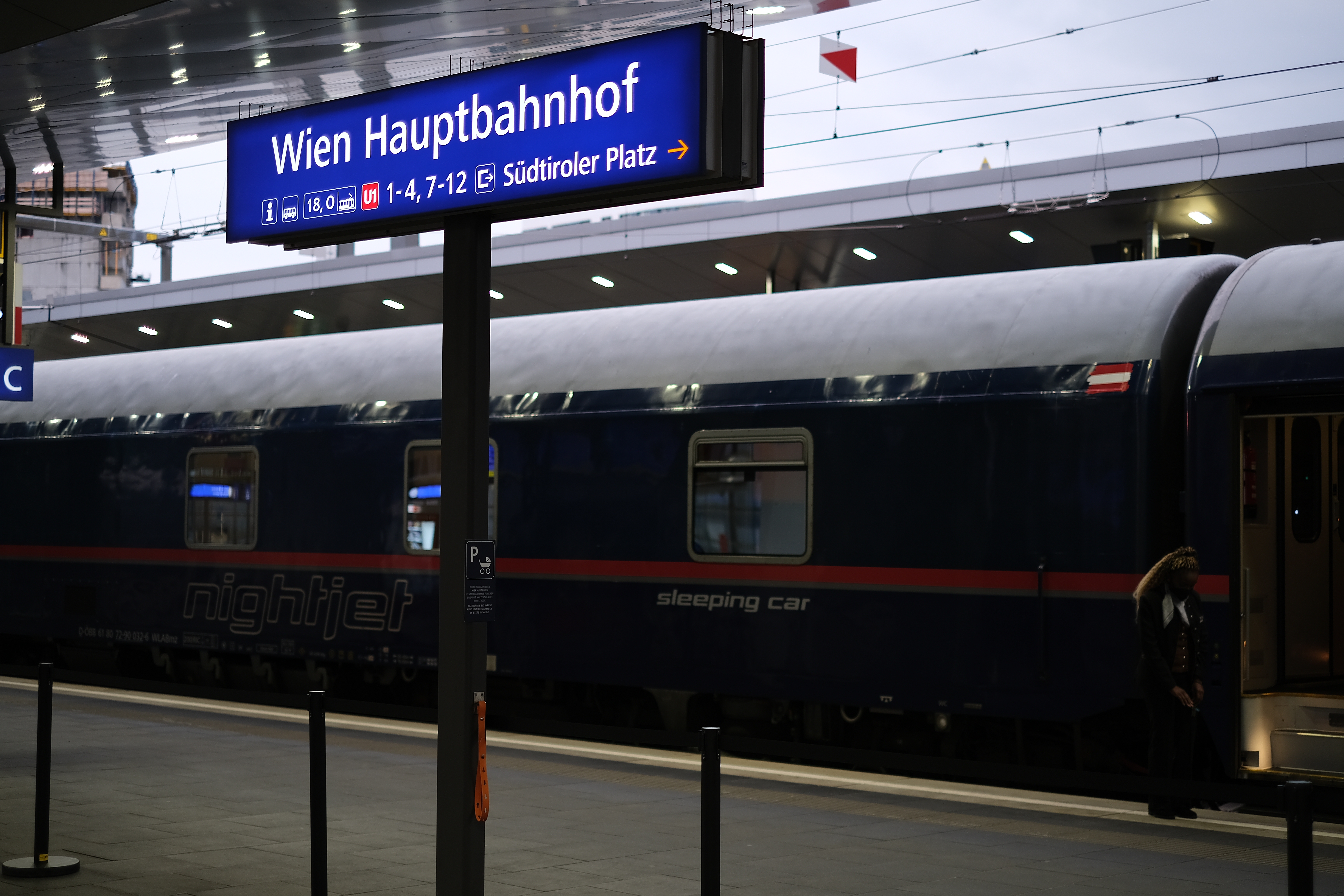
Wagon sypialny pociągu „Nightjet”

Wagon sypialny – wagon kolejowy z miejscami do spania.
W wagonie sypialnym zazwyczaj (w Europie zawsze) znajdują się przedziały, w których zamiast miejsc siedzących znajdują się łóżka, najczęściej od jednego do trzech. Wagony sypialne są włączane do pociągów kursujących w porze nocnej.
Wagony sypialne posiadają zasadniczo przedziały trzyosobowe (zwane czasem „Triple”, „Tourist”, „T3”), dwuosobowe („Double”) i jednoosobowe („Single”), wszystkie wyposażone w umywalkę, przybory toaletowe i zamykane, pełne drzwi. W przedziałach sypialnych o podwyższonym standardzie (zwane zwykle „Delux”, „Excelsior”, „Gran Class”) dostępna jest również prywatna łazienka i zazwyczaj prysznic. Poza Europą – głównie w krajach byłego ZSRR) – funkcjonują przedziały 4-osobowe zwane „T4” albo „Kupiejny”. W niektórych typach wagonów sypialnych istnieje możliwość połączenia dwóch sąsiednich przedziałów.
W wagonach sypialnych, w odróżnieniu od kuszetek, obowiązuje bezwzględny podział ze względu na płeć; wyjątkiem od tej reguły są sytuacje, gdy dokonuje się całościowej rezerwacji przedziału albo gdy podróżnym jest dziecko (zwykle w wieku do 10 lat).
W każdym wagonie jest zazwyczaj wyodrębniony przedział służbowy dla konduktora-stewarda, gdzie znajduje się wyposażenie pozwalające na przygotowywanie prostych posiłków oraz serwowanie przekąsek i napojów. Wagony sypialne starszego typu wyposażone są w niezależne ogrzewanie węglowe lub na olej opałowy, co pozwala na utrzymanie optymalnej temperatury w przedziałach również w czasie przełączania wagonu między pociągami; wagony współcześnie produkowane oraz modernizowane są wyposażone w klimatyzatory.

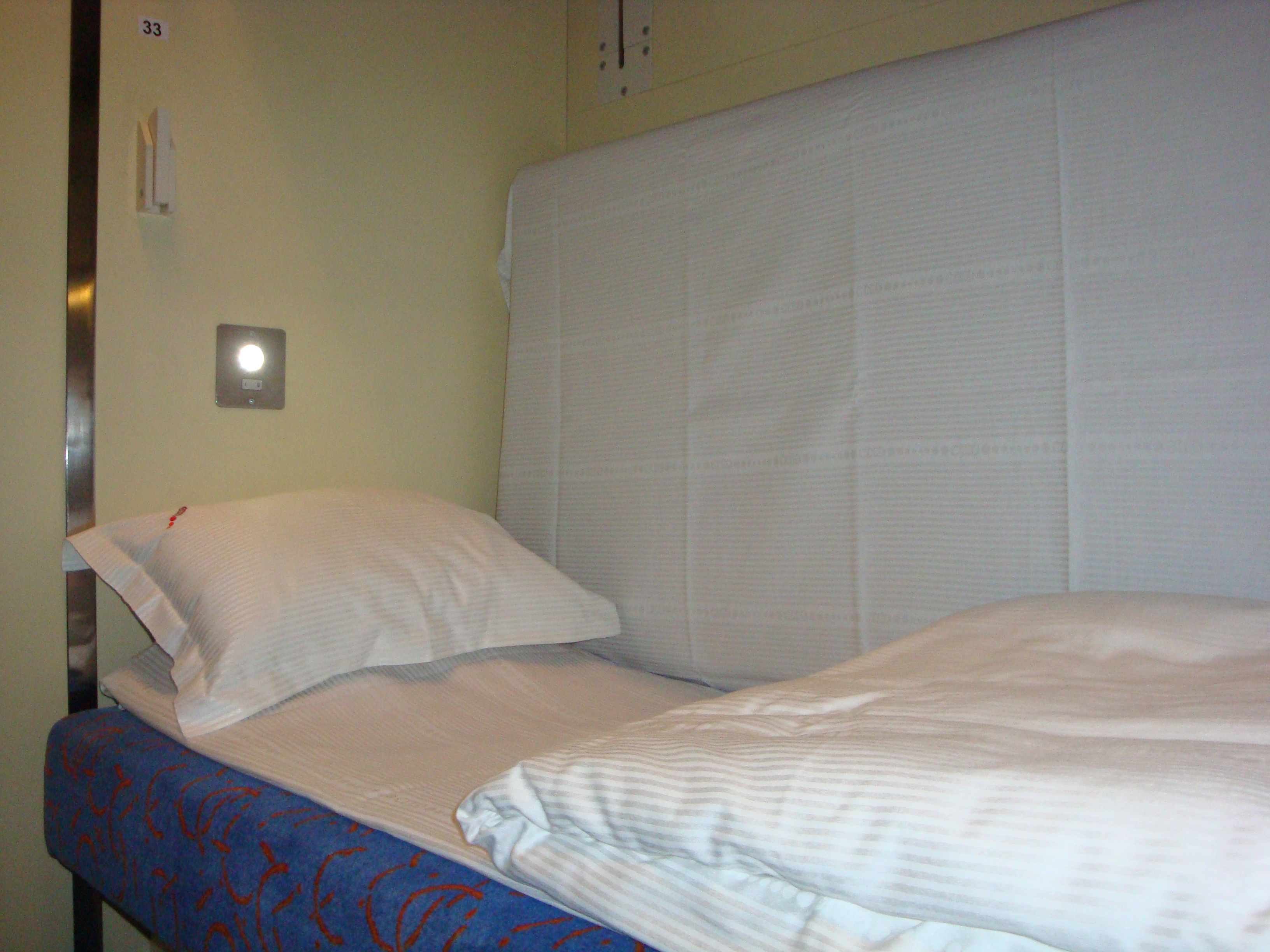
Łóżko w polskim wagonie sypialnym

W Polsce w komunikacji krajowej na przejazd w przedziale typu „Single” wymagany jest bilet 1 klasy, natomiast w pozostałych typach przedziałów bilet 2 klasy; w przypadku przejazdów międzynarodowych do/z Polski obowiązują te same zasady, chyba że wagon objęty jest taryfą globalną. W pozostałych krajach system funkcjonuje analogicznie, przy czym w części pociągów (np. w tureckich) przedziały „Double” wymagają biletu 1 klasy, a np. w pociągach marki „Nightjet” we wszystkich rodzajach przedziałów – wliczając „Single Deluxe” – wymagany jest bilet jedynie 2 klasy.